# Belo-Tsiribihina
Belo-Tsiribihina (även Belon'i Tsiribihina eller Belo sur Tsiribihina) är en ort och en kommun i regionen Menabe i Madagaskar. Orten hade 21 929 invånare år 2005. 